# Kaufpreisaufteilung
Die Aufteilung des Gesamtkaufpreises (Kaufpreisaufteilung) eines bebauten Grundstückes ist erforderlich, um die Bemessungsgrundlage für Absetzungen für Abnutzungen (AfA) zu ermitteln. Steuerlich geltend gemacht werden kann bei jedem Erwerb eines bebauten Grundstücks sowie eines Wohn- und Teileigentums nur der jeweilige Gebäudeteil des Gesamtkaufpreises für ein bebautes Grundstück, der der Abnutzung und somit der Gebäude-AfA unterliegt, nicht aber der Bodenwertanteil, der nicht abnutzbar ist und anders als das Gebäude sozusagen ewig besteht. Bei der Kaufpreisaufteilung handelt es sich aus steuerrechtlicher Sicht um den Erwerb zweier einzelner Wirtschaftsgüter, deren jeweilige Ermittlung gem. BFH-Rechtsprechung im Rahmen einer Einzelbewertung auf Grundlage der Immobilienwertverordnung (ImmoWertV) zu erfolgen hat und somit um eine besondere Aufgabenstellung aus dem Fachgebiet „Verkehrswertermittlung“.
Nach der Rechtsprechung ist ein Gesamtkaufpreis für ein bebautes Grundstück nicht nach der sogenannten Restwertmethode, sondern nach dem Verhältnis der Verkehrswerte oder Teilwerte auf den Grund und Boden einerseits sowie das Gebäude andererseits aufzuteilen.